# Severn
 For alternative betydninger, se Severn (flertydig). (Se også artikler, som begynder med Severn)
 Der er for få eller ingen kildehenvisninger i denne artikel, hvilket er et problem. Du kan hjælpe ved at angive troværdige kilder til de påstande, som fremføres i artiklen.

51°48′18.7″N 2°21′23.6″V / 51.805194°N 2.356556°V
Severn (walisisk Afon Hafren) er med 354 km den længste flod i Storbritannien. Den starter på 610 moh. i Plynlimon ved Llanidloes i de Cambriske Bjerge i Wales, fortsætter gennem flere engelske grevskaber og løber ud i Bristolkanalen og derfra videre ud i det Irske Hav. Blandt byerne den passerer er Worcester, Gloucester og Shrewsbury. Navnet er ifølge nogle kilder afledt fra navnet Sabrina eller Sabern, som er knyttet til en myte om en nymfe som druknede i floden. Den dal som floden løber igennem hedder  Severndalen; De største bifloder er Vyrnwy, Tern, Stour, Upper Avon, Lower Avon, Teme, Leadon og Wye.
Syd for Shrewsbury løber floden under verdens første støbejernsbro The Iron Bridge og passerer efterfølgende den to-delte by Bridgnorth med den markante kabelbane Bridgnorth Cliff Railway, der forbinder byens lavtliggede bydel med den højereliggende del af byen.
Flere af de ældre broer over floden er tegnet af ingeniøren Thomas Telford, mest berømt er The Iron Bridge ved den lille by Ironbridge. Broen er kendt som verdens første bro af støbejern, og konstruktionen startede i 1777 med indvielse 1. januar 1781. Senere er en godt 10 km lang kløft langs floden i Shropshire, kendt som Ironbridge Gorge, sat på UNESCOs verdensarvsliste i 1986. Udover kløften og broen var området var centralt under den industrielle revolution, og her ligger i dag Ironbridge kraftværk.
Ved Severns udmunding i Bristolkanalen fører den godt 7 km lange jernbanetunnel Severntunnelen (etableret 1873-1886) jernbanelinjen Great Western hovedlinje under Bristolkanalen. Her findes endvidere to broer som kaldes Severnbroerne. Broerne åbnede i 1966 (Severnbroen) og 1996, og de binder Wales sammen med det sydlige England, og er dermed vitale dele af det britiske transportnet. 
Ved Tewkesbury løber en af de britiske floder  ved navn Avon ind i Severn. Bristols havn ligger ved Severns udmunding, og der løber en anden flod ved navn Avon ind i den. Mellem Gloucester og den walisiske grænse løber floden forbi Forest of Dean. 
Flere kanaler er knyttet til Severn: Staffordshire & Worcestershirekanalen, Worcester & Birminghamkanalen, Droitwichkanalene og Herefordshire & Gloucestershirekanalen. 
Den nedre del af Severn har en tidevandsbølge, som kaldes Severn bore. Bristolkanalen, som floden løber ud i, har en af verdens største tidevandsforskelle, omkring 15 meter. Under visse forhold presses vandet op i flodmundingen og danner en bølge som hurtigt bevæger sig op i floden mod strømmen. Bølgen er kraftig nok til, at der er blevet surfet på den. 
Langs Bristolkanalen ligger vigtige vadefuglsområder, specielt ved Bridgwater Bay nationale naturreservat.

## Eksterne kilder og henvisninger
- Wikimedia Commons har flere filer relateret til Severn